# 9 Dywizja Piechoty (II RP)

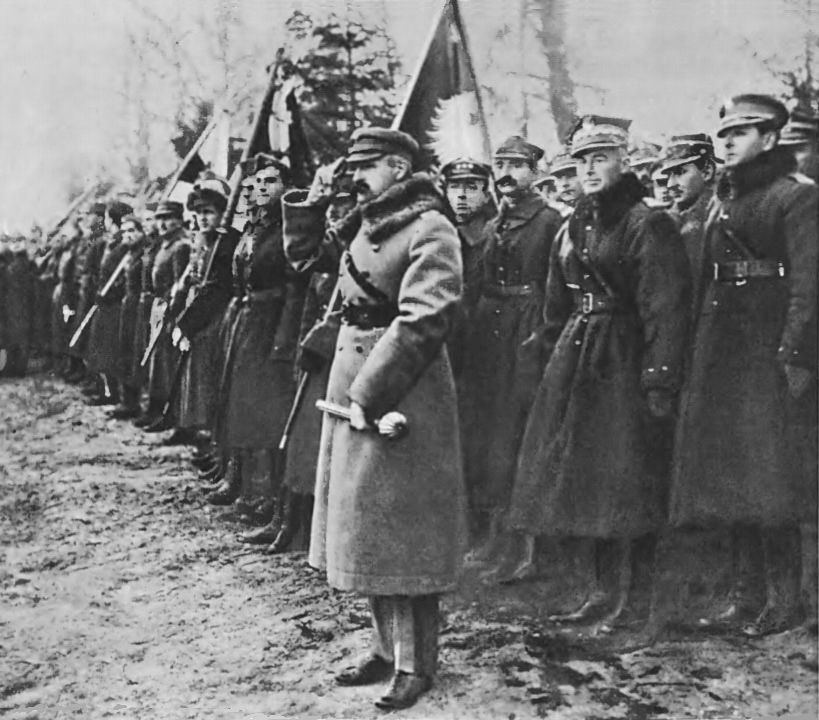
Marszałek Józef Piłsudski przyjmuje defiladę oddziałów 9 DP po dekoracji chorągwi krzyżem Virtuti Militari pod Lidą 6 grudnia 1920

9 Dywizja Piechoty (9 DP) – wielka jednostka piechoty Wojska Polskiego II RP.
Dywizję sformowano 12 czerwca 1919 na froncie poleskim.

W okresie międzywojennym dowództwo i sztab 9 DP stacjonował w Siedlcach. W jej skład w 1923 wchodziły: 22 pp, 34 pp i 35 pułk piechoty.

W czasie kampanii wrześniowej dywizja walczyła w składzie Armii „Pomorze”. W pierwszych dniach wojny broniła od zachodu Pomorza; w większości odcięta i zniszczona w Borach Tucholskich. Część 35 pułku piechoty przebiła się do Bydgoszczy, 22 pułk piechoty wszedł  w skład 27 DP i osłaniał od północy grupę armii „Poznań-Pomorze”, a grupa ppłk. dypl. Jana Maliszewskiego dozorowała dolną Bzurę.

## Formowanie
Dywizję sformowano 12 czerwca 1919 na froncie poleskim.
Sztab dywizji utworzono ze sztabu Grupy Operacyjnej „Polesie” gen. Antoniego Listowskiego.
W grudniu 1918 w Bochni z inicjatywy por. Ludwika Piątkowskiego, popartej czynnie przez mjr. Józefa Wolfa, został sformowany „Pułk Piechoty Ziemi Bocheńskiej”. W styczniu 1919 pułk ten otrzymał nazwę 16 pp, a następnie przemianowany został na 15 pułk piechoty.
25 listopada 1918 w Siedlcach powstał „Siedlecki Okręgowy Pułk Piechoty”. W jego skład weszli Polacy z byłej armii rosyjskiej, żołnierze batalionu Polskiej Siły Zbrojnej oraz członków Okręgu III Polskiej Organizacji Wojskowej obejmującego obwody: Siedlce, Łuków, Garwolin, Mińsk Mazowiecki, Jadów, Węgrów, Sokołów. Pułk ten stał się 22 pułkiem piechoty odrodzonego Wojska Polskiego.
34 pułk piechoty powstał 7 grudnia 1918 z 2 pułku piechoty PSZ (Polnische Wehrmacht) oraz członków POW i ochotników z Podlasia Początkowo przyjął nazwę „4 pułk piechoty”. 7 grudnia 1918 został przemianowany na 34 pułk piechoty. 15 grudnia w Twierdzy Dęblin utworzono batalion etapowy nr 34.
W dniach 7–14 stycznia 1919 cały pułk przetransportowano do Białej Podlaskiej, gdzie został włączony do Grupy gen. Listowskiego.
Na terenie powiatów: zamojskiego, tomaszowskiego, chełmskiego, krasnystawskiego, biłgorajskiego i hrubieszowskiego sformowany został „Chełmski Pułk Piechoty”. Dał on początek 35 pułkowi piechoty.
14 czerwca 1919 połączono 11 szkolny dywizjon artylerii w Dęblinie z baterią zapasową 2 krakowskiego pap, tworząc nowy 9 pułk artylerii polowej. Jego 1 bateria posłużyła jako zalążek do nowo formującego się 9 pułku artylerii ciężkiej. 25 sierpnia dowództwo 9 pap wraz z I dywizjonem przegrupowało się do Białej Podlaskiej. II dywizjon do października formował się w Dęblinie-Zajezierzu, a od 10 października w Białej Podlaskiej.
Dywizja na froncie walczyła w następującym składzie:
- XVII Brygada Piechoty
  - 15 pułk piechoty
  - 22 pułk piechoty
- XVIII Brygada Piechoty
  - 34 pułk piechoty
  - 35 pułk piechoty
- IX Brygada Artylerii
  - 9 pułk artylerii polowej
  - 9 pułk artylerii ciężkiej → 9 dywizjon artylerii ciężkiej

Przez dłuższy czas współdziałał z dywizją 41 pułk piechoty, czasowo wspierały dywizję pododdziały artylerii, które później weszły w skład innych pułków artylerii, oraz kilka szwadronów jazdy z 1 p.szw. i 2., 5. i 13 p.uł.

## Walki dywizji o granice

### Walki w rozproszeniu
Cechą charakterystyczną działań oddziałów 9 Dywizji Piechoty do lata 1919 był ich udział w walkach w rozproszeniu. Najwięcej jej jednostek skierowano do obrony Podlasia, a następnie na Polesie.
14 listopada 1918 wysłano pluton chor. Ludwika Kicińskiego z 35 pułku piechoty w rejon Włodzimierza Wołyńskiego do walk na froncie polsko-ukraińskim. Pluton wyruszył w składzie kombinowanego batalionu dowodzonego przez kpt. Edwarda Zint-Rzeckiego. 19 stycznia wyruszyła na front 2 kompania 35 pp por. Zygmunta Wendy. Pluton chor. Kicińskiego wszedł w jej skład. W marcu dołączyły dwie następne kompanie.
26 maja 1919 I batalion 35 pułku pod dowództwem kpt. Leona Grota wyruszył na pogranicze Górnego Śląska. Na Śląsku batalion obsadził odcinek graniczny Modrzejów – Czeladź. 7 czerwca batalion wrócił na Polesie.
W styczniu 1919 22 pułk piechoty w składzie grupy operacyjnej obsadzał linię demarkacyjną z wojskami niemieckimi na terenie Ober-Ostu. Jego I batalion od 9 do 19 stycznia obsadził pierwszą linię demarkacyjną na odcinku Janów Podlaski – Sławatycze.
W końcu stycznia 34 pułk piechoty wszedł w skład poleskiej grupy operacyjnej. Na początku lutego Niemcy chcieli przekazać miasto i Twierdzę Brześć Ukraińcom. Dowódca Grupy gen. Listowski zorganizował uderzenie uprzedzające. Dwie kompanie 34 pp pod dowództwem por. Jana Sokołowskiego otrzymały rozkaz zdobyć Kobylany i Błotków. Natarcie wspierała 4 bateria 7 pap oraz 4 szwadron 2 puł. Na Brześć uderzono 5 lutego bez powodzenia. Pododdziały 22 pułku nie weszły do walki. Po kilku dniach pertraktacji 9 lutego Niemcy przekazali jednak Brześć i Terespol gen. Listowskiemu.
13 lutego dowódca Grupy Podlaskiej gen. Antoni Listowski przyjął pierwszą defiladę swoich wojsk. Defilował również współdziałający z grupą dywizjon jazdy wileńskiej pod dowództwem mjr. Władysława Dąbrowskiego.
W lutym 34 pp przegrupowano koleją do Kobrynia. Zorganizował on tam obronę rzeki Muchawiec. 17 lutego Rosjanie zajęli Antopol. Na miejscowość uderzył szwadron rtm. Żelisławskiego wzmocniony pododdziałem białogwardzistów oraz kompanią 34 pułku. Natarcie odniosło sukces. Bój pod Antopolem był pierwszym starciem wojsk polskich i sowieckich.

### Działania na Polesiu
26 lutego oddziały gen. Listowskiego w celu poprawy położenia i oparcia polskiej obrony na rubieży Niemna i Szczary ruszyły do natarcia w kierunku Pińska. Atakowano trzema grupami bojowymi. W pierwszej kolejności zdecydowano zająć Drohiczyn i Janów Poleski. Grupa środkowa „Kobryń”. Uderzała wzdłuż toru kolejowego Brześć – Pińsk. Po zajęciu Janowa grupy – środkowa „Kobryń” i południowa mjr. Łuczyńskiego – nawiązały kontakt taktyczny z grupą północną mjr. Dąbrowskiego. Współdziałające ze sobą grupy 5 marca zdobyły Pińsk. W kwietniu dowódca grupy operacyjnej postanowił zdobyć Łuniniec. 4 kwietnia wzdłuż toru kolejowego Pińsk – Łuniniec uderzył III batalion 34 pułku por. Kazimierza Glińskiego i z Porzecza przez Łohiczyn nacierały dwie kompanie II batalionu pod dowództwem por. Wincentego Wolskiego, a z Sokołówki przez Waliszcze uderzył oddział partyzancki por. Koja wzmocniony pozostałymi kompaniami II bp. Natarcie nie uzyskało powodzenia. Kolejną próbę podjęto 27 kwietnia. Grupa zasadnicza dowodzona przez dowódcę 3 puł. płk. Strzemieńskiego wzmocniona III/34 pp oraz I/22 pp uderzyła wzdłuż toru kolejowego Pińsk – Łuniniec. Druga grupa mjr. Baranowskiego miała przejść do natarcia znad kanału Ogińskiego po osiągnięciu przez pierwszą grupę stacji Porochońska. Trzecia grupa kawalerii miała dokonać obejścia i wyjść na tyły Łunińca. Niepowodzenie grupy płk. Strzemieńskiego zadecydowało o braku sukcesu. 24 maja podjęto trzecią próbę opanowania Łunińca. Poprzedzono ją wypadem II batalionu 34 pp. Ponieważ wypad nie odniósł powodzenia, gotowe do natarcia – I batalion 22 pułku i 4 szwadron 1 pułku szwoleżerów – wróciły na podstawy wyjściowe.
1 lipca wojska frontu litewsko-białoruskiego podjęły ofensywę w celu zajęcia Mińska i wyjścia na rubież Dźwiny i Berezyny. 9 Dywizja miała zabezpieczać prawe skrzydło frontu. Warunkiem koniecznym było opanowanie Łunińca. 3 lipca, znad kanału Ogińskiego i Jesiołdy, uderzył działający już całością sił 34 pułk piechoty. Od północy osłaniał 3 pułk ułanów z I/35 pp. W noc poprzedzająca natarcie rozpoznanie przeprowadził I/22 pp. Dobrze prowadzone kilkudniowe działania piechoty i kawalerii przyniosły sukces i 10 lipca oddziału 9 DP weszły do Łunińca.
Rosjanie kilkakrotnie starali się odbić ten ważny węzeł komunikacyjny. Polacy zorganizowali obronę okrężną.
I/22 pp bronił rubieży Olszany, Remel, Moczule. Kolejną rubież zorganizowano na wydmach wokół Dawidgródka. Batalion wzmocniono jazdą rtm. Felsztyńskiego oraz dwoma działami 7 pap. Liczył on około 600 żołnierzy, 2 działa, 16 karabinów maszynowych i 4 miotacze granatów.
2 sierpnia Rosjanie przeszli do natarcia. I/22 pp utracił pozycje obronne. Nie został jednak rozbity. 6 sierpnia przeciwnik ponowił atak. Wzmocniony dwiema kompaniami 34 pp batalion nie ugiął się i przeszedł do kontrataku. Odrzucono wroga poza rubież Olszany, Remel, Moczule.
W kilka dni później 34 pp przeszedł do natarcia nad Słuczą i opanował Sytnice i Mikoszewicze, a I/35 pp działając w składzie grupy kawalerii płk. Strzemieńskiego uczestniczył w zagonie na Słuck. 10 sierpnia zajęto miasto.
Na linii Słuczy 9 DP spędziła zimę z 1919 na 1920. Linię ubezpieczeń rozbudowano na rzece Utwocha.
Dowódca 9 DP postanowił jednak poprawić położenie wojsk. 28 grudnia „grupa południowa” dowodzona przez ppłk. Grabowskiego w składzie 22 pułk piechoty i 4 szwadron szwoleżerów wsparte dwiema bateriami artylerii i 9 pap miała opanować rubież Kruszniki – Buda – Sokołodniki – Machnowicze – Śnickie Pole – Stodolicze – Kartenicze – Bobrowe. Wojskom nie udało się jednak w pełni wykonać zamiaru dowódcy dywizji.
W lutym 1920 walczył też 34 pułk piechoty, a batalion 15 pp wzmocniony kompanią 34 pp uderzył na Skryhołów i Lesznię. Działania te zakończyły się pełnym powodzeniem.
Walki wiosną 1920
W marcu 1920 9 DP otrzymała rozkaz przejść do natarcia i opanować ważny węzeł drogowy Mozyrz – Kalenkowicze. Główne zadanie wykonywała XVIII Brygada Piechoty ppłk. Grabowskiego. Zadaniem brygady było: uderzeniem przez Mieleszkowicze zająć Mozyrz oraz opanować Barbarów i Narowol. Do natarcia wojska ruszyły nocą 4 marca. Do większych walk doszło jedynie w rejonie stacji Kozinki. Około 17:00 5 marca opanowano Mozyrz. Przez półtorej doby pokonano około 70 km.
Po opanowaniu Mozyrza dywizja przeszła do obrony. W marcu i kwietniu dywizja odpierała kontrataki Rosjan. Szczególnie krwawe walki toczył 35 pp w Kalenkowiczach.
25 kwietnia rozpoczęła się ofensywa na Ukrainie. W czasie gdy walczono o Kijów, grupa poleska otrzymała zadanie przejścia do natarcia i osiągnięcia Dniepru na rubieży od ujścia Berezyny do ujścia Prypeci. 27 kwietnia 9 DP częścią sił opanowała Czarnobyl.
7 maja przeszły do natarcia główne siły dywizji. 9 maja 34 pp wszedł do Rzeczycy. Do obrony przeszedł na linii Dniepru. Bronił przedmościa na wschodnim brzegu rzeki.
Od 10 maja 35 pp walczył o Łojów. Przez miejscowość wycofywały się bolszewickie oddziały za Dniepr. Zdobyto ją dopiero 14 maja. Tam też pułk przeszedł do obrony.
15 pułk piechoty obsadził Dniepr od Chołmecza do ujścia Prypeci.
Na początku czerwca bolszewicka 12 Armia część sił przegrupowała poniżej ujścia Prypeci i zagroziła odcięciem wojskom gen. Edwarda Śmigłego rozmieszczonym w rejonie Kijowa.
Istniała również groźba zlikwidowania przedmościa pod Rzyczycą. 12 czerwca Rosjanie przerzucili przez Dniepr część 159 BP. Polska XVIII BP kontratakiem wyparła przeciwnika za Dniepr.
17 czerwca wobec przerwania frontu i zagrożenia tyłom dowódca 9 DP nakazał opuszczenie przedmościa. Most zniszczyli saperzy 9 batalionu saperów, a piechota odeszła w rejon rzeki Sławecznej i tam obsadziła kolejną rubież. Również 18 czerwca rozpoczął odwrót 15 pułk piechoty. Przeszedł on na rubież w rejonie Zahla. 19 czerwca wycofał się 34 pp, a 22 pp obsadził nową linię obrony: Demidówka, Rudna, Mieczna.

### Odwrót
4 lipca na froncie północnym do natarcia przeszły armie Michaiła Tuchaczewskiego, a na południu oraz Armia Konna Budionnego. Ofensywa Rosjan spowodowała załamanie całego frontu polskiego. 9 Dywizja wycofywała się w kierunku Mozyrza. Pułki wróciły do swych zimowych stanowisk obronnych nad Ptyczę i Prypeć. 9 czerwca opuszczono stanowiska. Znad Ptyczy pułki rozpoczęły dalszy odwrót 9 lipca. 16 lipca 16 lipca odszedł od odwodu Naczelnego Wodza i zgrupował się w okolicach Grodna. Również 35 pułk piechoty został załadowany na wagony i skierowany w kierunku Grodna.
22 pp wycofywał się nad Styr. 19 lipca ześrodkował się w Hojnie i tam stanowił odwód dywizji. Pozostałe jednostki broniły rzeki. 21 lipca bolszewicy przełamali obronę na Styrze. 22 pułk z powodzeniem kontratakował. Linii tej broniono do 27 lipca. Jednakże z uwagi na ogólną sytuację, 3 sierpnia 22 pułk wycofał się nad Bug w rejon Domaszewa, a 15 pułk nad rzekę Młynek.
Od 20 lipca jej XVIII Brygada Piechoty walczyła w rejonie Grodna z 3 Korpusem Kawalerii Gaj Chana. Pierwszy w kontakt ogniowy z bolszewicka kawalerią wszedł 34 pp. 22 lipca wszedł do działań 35 pułk piechoty i podporządkowany płk. Łuczyńskiemu 41 pp, dwie baterie 10 pap, szwadron 13 p.uł i kompania czołgów. Gaj Chan tak wspomina te walki: „Straciłem 500 ludzi zabitych i rannych. 400 koni i 7 dni drogiego czasu”.
24 lipca brygada wycofywała się drogą Kuźnica – Sokółka. W rejonie Sokółki przebiła się przez szyki bolszewickiej 15 Dywizji Kawalerii. 27 lipca koło Tykocina przekroczyła Narew i tam zorganizowała obronę.
31 lipca wycofała się znad Narwi. 2 sierpnia w rejonie Mężenina brygada odniosła duży sukces. Przeciwnikowi zadano dotkliwe straty. Jednak pod Jabłonką rozbity został 34 pułk piechoty. Stracił on blisko 3/4 stanu osobowego oraz większość karabinów maszynowych i taborów.

### Bitwa Warszawska
W pierwszej połowie sierpnia 9 Dywizja Piechoty przegrupowała w rejon Modlina. W miejsce rozbitego 34 pp przydzielono jej 41 pułk piechoty.
Będąca w składzie 5 Armii, dywizja miała za zadanie osłaniać lewe skrzydło Frontu Północnego do czasu uderzenia znad Wieprza.
14 sierpnia dywizja nacierała nad Wkrą. Na prawym skrzydle uderzał 35 pułk. Na lewo od niego rozwinął się 41 pp. Drugi rzut stanowił wyładowany prosto z transportów kolejowych 22 pp. Nocną Rosjanie zorganizowali kontratak. Odparła go piechota 41 pułku wsparta ogniem 3 baterii 16 pap. Kolejne uderzenie nieprzyjaciela zmusiły suwalski pułk do wycofania się. W sukurs przyszedł I/22 pp i wspólnie wyrzucono nieprzyjaciela za Wkrę. Był to moment przełomowy.
O świcie 16 sierpnia wojska przeszły do natarcia w kierunku Nasielska, Pułtuska i Mławy. 22 pułk opanował Nasielsk, a po zluzowaniu go przez 15 pp przeszedł do odwodu. Z dywizji odszedł 41 pułk piechoty. Zgodnie z rozkazem Naczelnego Wodza, będąc w składzie 4 Brygady Jazdy skierowany został do walk na Suwalszczyźnie.
15 pułk piechoty uderzył na Pułtusk. Do miasta weszły dwa jego bataliony. Następnie pułk walczył w rejonie Ciechanowa.
Na kierunku południowym
W końcu sierpnia Armia Budionnego uderzyła spod Lwowa w kierunku Zamość – Lublin na tyły polskiej 3 Armii. 30 sierpnia 9 DP przegrupowana została koleją z okolic Ciechanowa do Chełma. Tam włączona została w skład 3 Armii.
3 września w Chełmie marsz. Józef Piłsudski dokonał przeglądu dywizji. Udekorował też wielu żołnierzy najwyższymi odznaczeniami bojowymi. Po defiladzie dywizja otrzymała zadanie: do 5 września wyjść nad Bug na linię ataku od Hrubieszowa do Horodła. Postawiono zadania poszczególnym pułkom. 22 pp z baterią 16 pap miał nacierać w kierunku Teratyn, Mojsławice, Janki i opanować Hrubieszów. 15 pułk wsparty dwiema bateriami 9 pap otrzymał rozkaz nacierać na lewym skrzydle dywizji w kierunku Stefankowice – Horodło. W drugim rzucie pozostawał 35 pułk piechoty.
Rano 5 września dywizja przeszła do natarcia. 15 pułk od początkowo uzyskał powodzenie. 22 pp wykonywał obejście i opóźnił się z uderzeniem. Doszło do krwawych walk. Szwadrony kawalerii uderzyły w odsłonięte skrzydła 15 pp i wyszły na jego tyły. Otoczone kompanie zamknęły czworoboki i zwycięsko wyszły z walki ogniowej i wręcz. Dzień później 15 pułk wykonał zadanie, wyszedł nad Bug i zajął Horodło.
22 pułku nacierał z powodzeniem na Teratyn. Dalej atakował i zajął Janki. Rosjanie kilkakrotnie kontratakowali bez powodzenia. Do dalszego natarcia pułk przeszedł w następnym dniu i opanował Hrubieszów. 7 września pułk obsadził Bug na odcinku Hrebenne, Horodło, Matcze, Zagórnik.
11 września 9 Dywizja ruszyła do ostatniego na południu natarcia w kierunku Włodzimierza Wołyńskiego. 15 pułk atakował w kierunku Boratyna, Miłuszy. 35 pułk zajął Łuck, a 16 września otrzymał zadanie wspólnie z 15 pp zająć Dubno. Zadania na kierunku południowym realizowano do 19 września.
Kierunek północny
Po zwycięstwie na południu naczelne dowództwo liczyło się z militarną reakcją Litwinów. Wobec powyższego 9 DP skierowano na północ. Weszła tam w skład 2 Armii. 15 pułk odjechał z Kowla koleją do Jędrzejówki i wszedł do odwodu armii. Do zawarcia pokoju w Rydze pozostawał w pasie kordonowym w obszarze Juraciszki – Trąby. 22 pp z Łucka przegrupował się koleją do Andrzejowa koło Wołkowyska. Zawieszenie broni z Rosją Sowiecką zastało pułk w rejonie Drozdowa, Waczkiewicz. 22 pułk wspólnie z 34 pp tworzył „mereczeńską brygadę” i wchodził w skład wojsk Litwy Środkowej. 35 pułk przybył koleją ze stacji kolejowej Hołoby do Andrzejowie koło Wołkowyska. Zawieszenie broni zastało go w rejonie Trąb.

## Dywizja w okresie pokoju

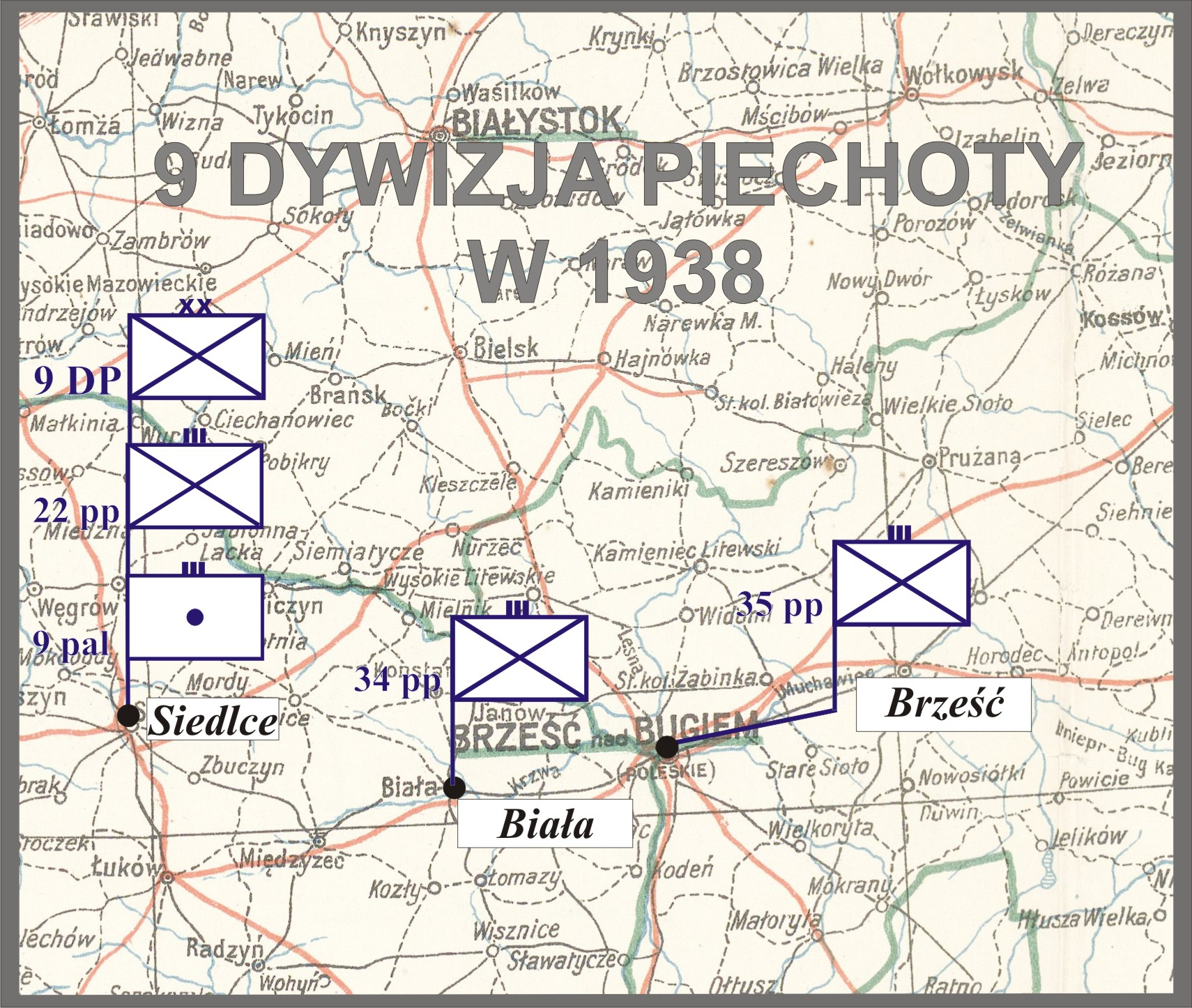
9 DP w 1938

Po zakończeniu działań wojennych dowództwo i sztab dywizji oraz 22 pułk piechoty rozlokowano w Siedlcach, 34 pp i 9 pap w Białej Podlaskiej, a 35 pp w Brześciu nad Bugiem.
3 listopada 1922 odbyło się w Siedlcach uroczyste wręczenie sztandaru 22 pułkowi piechoty. Ufundowały go przez sejmiki powiatów siedleckiego, łukowskiego i janowskiego. Wręczenia sztandaru dokonał naczelnik państwa Józef Piłsudski.
W grudniu 1922 wybuchły zamieszki związane z wyborem na funkcję prezydenta Rzeczypospolitej Polskiej Gabriela Narutowicza. Celem niedopuszczenia do jego eskalacji wysłano do Warszawy 3 batalion oraz batalion sztabowy 22 pułku piechoty.
W przewrocie majowym jednostki dywizji poparły Józefa Piłsudskiego. 22 pułk piechoty już od połowy kwietnia brał udział w przygotowaniach do zamachu. 12 maja 1926 komendant garnizonu siedleckiego, dowódca piechoty dywizyjnej 9 DP płk F. Sikorski, siłami 22 pp obsadził newralgiczne punkty miasta. Do pociągu pasażerskiego załadowano dwa bataliony piechoty i orkiestrę pułkową. W Mińsku Mazowieckim transport został zatrzymany przez żołnierzy 7 pułku ułanów. Po pertraktacjach ułani przyłączyli się również do wojsk Naczelnika Państwa. W godzinach popołudniowych bataliony 22 pp i 7 p.uł. wyładowały się w Rembertowie.
Wieczorem bataliony walczyły o most Kierbedzia. 13 maja 22 pp nacierał w kierunku na Plac Saski, ul. Szpitalną i Plac Trzech Krzyży.
Po walkach kompania honorowa 22 pp jako pierwsza otwierała defiladę jednostek, które poparły zamach. Oficerowie 9 DP za wierność marszałkowi byli wielokrotnie nagradzani, a dowódcy wyznaczani na wyższe stanowiska służbowe.
W 1933 do Siedlec przedyslokowano 9 pułk artylerii lekkiej. 11 listopada 1937 mieszkańcy Siedlec oraz powiatów: siedleckiego, bialskopodlaskiego, łukowskiego oraz radzyńsko-podlaskiego ufundowali artylerzystom sztandar.

## Dywizja w kampanii wrześniowej

### Walki dywizji

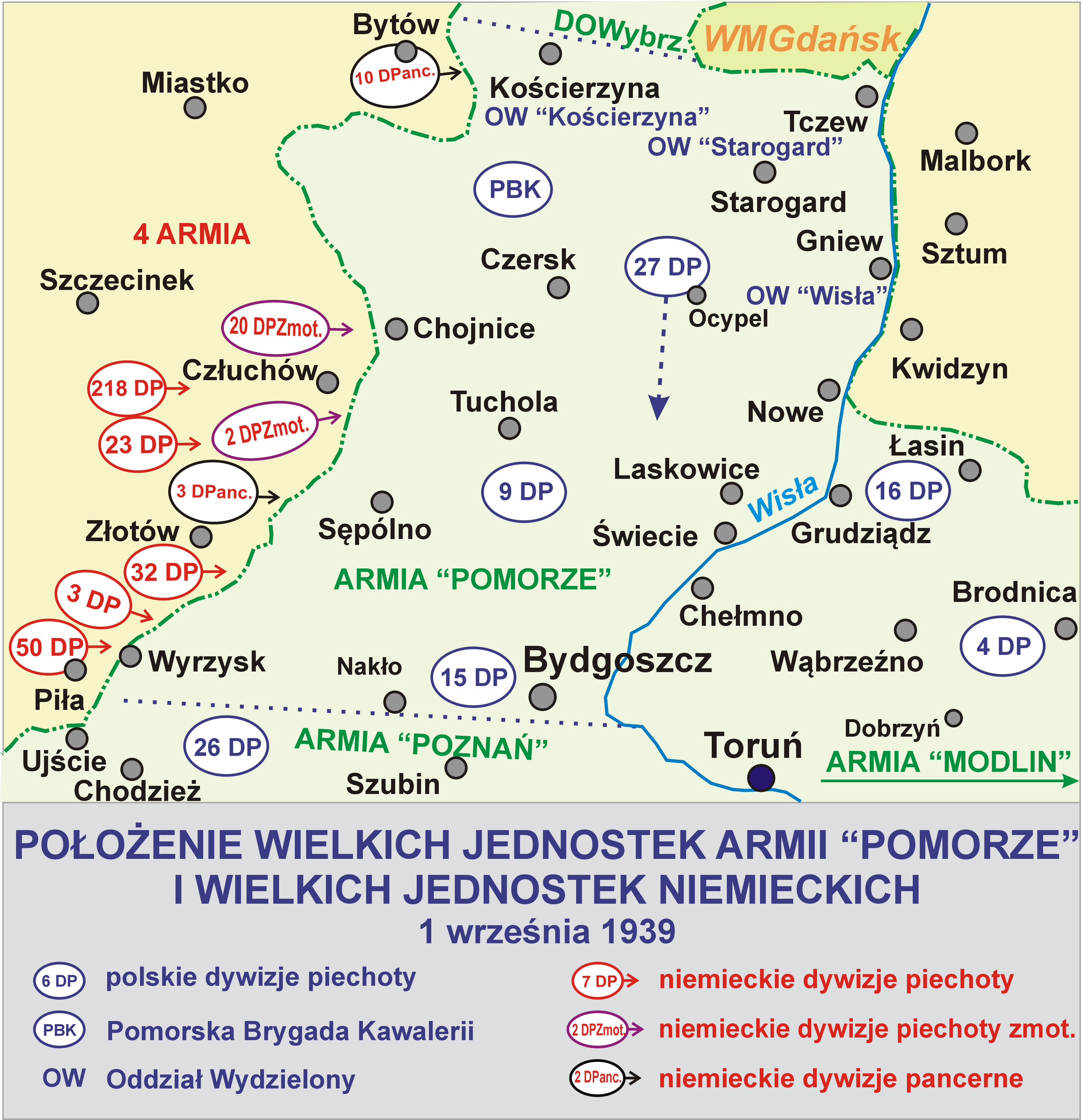
Dywizja walczyła w składzie Armii „Pomorze”

9 Dywizja Piechoty pod dowództwem płk. dypl. Józefa Werobeja – wchodząca w skład Armii „Pomorze” – obsadzała blisko 70-kilometrowy odcinek obrony pod Pruszczem i Gostycynem. Już od rana 1 września 1939  stała się obiektem ataków trzech dywizji niemieckich: 2 DPZmot., 3 DPanc. i 32 DP. Na północny odcinek pasa obrony 9 DP broniony przez zgrupowanie 35 pp uderzyła 2 DPZmot. W rejonie Kamienia próbowała przeciwstawić się jej kawaleria dywizyjna 9 DP, lecz pod silnym ogniem wroga uległa rozproszeniu. 35 pp odparł w ciągu dnia wszystkie ataki. W późnych godzinach wieczornych dowódca 35 pp dostał telefoniczny rozkaz opuszczenia dotychczas bronionych pozycji i przejścia na linię Jezior Cekcyńskich w celu zorganizowania tam obrony do godzin rannych 2 września. Natomiast 22 pp przez cały dzień zatrzymywał niemiecką 32 DP nad Brdą. W nocy na i w ciągu 2 września pododdziały 9 DP wycofały się za Brdę i o świcie skoncentrowały pod Bysławkiem. 22 pp został przekazany do 15 DP i wszedł w skład sił broniących przedmoście Bydgoszczy. 
Pozostała część dywizji otrzymała rozkaz natarcia wraz z 27 DP na niemieckie kolumny pancerne zmierzające w kierunku Brdy. Pododdziały 27 DP nie przybyły jednak na czas na miejsce koncentracji. 2 września dowództwo Armii „Pomorze” uzyskało na krótko połączenie telefoniczne z GO „Czersk”. Tą drogą gen. Władysław Bortnowski przekazał dowódcy 27 DP rozkaz, w którym domagał się zorganizowania jednoczesnego natarcia 9 i 27 DP oraz GO „Czersk” w celu zniszczenia nieprzyjaciela, który po przełamaniu obrony polskiej na Brdzie wdarł się do lasów w rejonie Świekatowa. Natarcie miało być wsparte przez jednoczesne uderzenie polskich oddziałów z przedmościa Bydgoszczy, a rozpocząć się rano 3 września. Plan wspólnego uderzenia przewidywał natarcie: 9 DP z rejonu Bysławka wzdłuż wschodniego brzegu Brdy na południe; 27 DP – z lasów położonych na południowy zachód od Błądzimia w kierunku południowo-zachodnim; GO „Czersk” – z rejonu Błądzimia i Bramki na lasy koło Świekatowa (grupa ta osłaniać miała jednocześnie lewe skrzydło uderzającego zgrupowania). Nie doszło jednak do współdziałania 9 DP z 27 DP. Ta ostatnia uzgodniła jedynie wspólne działanie z GO „Czersk”. Natarcie 27 DP nie przyniosło sukcesu; prowadzone na dwóch oddzielnych kierunkach, siłami wprowadzanymi do walki częściami i atakowane z powietrza, zostało zatrzymane przez niemiecką 3 DPanc. Niepowodzeniem zakończyło się również natarcie 9 DP. Prowadzono je na dwóch oddzielnych kierunkach i dywizji groziło okrążenie. Dowódca 9 DP zdecydował więc oderwać się od nieprzyjaciela i maszerować w kierunku wschodnim przez Błądzim do Bramki; liczył, że będzie mógł wycofywać się śladem 27 DP w kierunku na Bydgoszcz. 3 IX pododdziały dywizji ześrodkowały się wraz z innymi otoczonymi jednostkami pod Franciszkowem, Krupocinem i Bramką. Na polskie wojska Niemcy rzucili własne lotnictwo. Nie mając środków obrony przed atakiem z powietrza, 9 DP poszła w rozsypkę. Żołnierze małymi grupami próbowali wyrwać się z niemieckiego okrążenia. Jedynie 35 pp pozostał zwartą jednostką i po poniesieniu dużych strat udało mu się 5 września przebić poza kocioł.

### Organizacja wojenna
- Kwatera Główna 9 Dywizji Piechoty
  - dowództwo
  - sztab
- 22 pułk piechoty
- 34 pułk piechoty
- 35 pułk piechoty
- 9 pułk artylerii lekkiej
- 9 dywizjon artylerii ciężkiej
- 9 batalion saperów
- 9 bateria motorowa artylerii przeciwlotniczej
- kompania telefoniczna 9 DP
- pluton łączności Kwatery Głównej 9 DP
- pluton radio 9 DP
- drużyna parkowa łączności 9 DP
- szwadron kawalerii dywizyjnej nr 9 – rtm. Władysław Czach
- samodzielna kompania karabinów maszynowych i broni towarzyszącej nr 91
- pluton pieszy żandarmerii nr 9 – kpt. żand. Zygmunt Pracki
- służby

### Obsada personalna Kwatery Głównej
- dowódca dywizji – płk piech. Józef Werobej
- dowódca piechoty dywizyjnej – wakat
- oficer sztabu dowódcy piechoty dywizyjnej – mjr Skowroński
- dowódca artylerii dywizyjnej – płk dypl. art. Mikołaj Alików
- dowódca saperów – mjr dypl. sap. Witold Bronisław Brzeziński
- szef sztabu – ppłk dypl. piech. Antoni Gługiewicz
- oficer operacyjny – kpt. dypl. art. Jan Józef Pękalski (†19 IX 1939 Śladów)
- oficer informacyjny – kpt. art. Jan Izajasz Szawelski (†27 IX 1944 Oflag VI B Dössel)
- dowódca łączności – kpt. Tadeusz II Rudnicki
- kwatermistrz – kpt. dypl. piech. Jan Mirowski (od 21 VIII 1939)
- zastępca kwatermistrza – kpt. Jan Panecki
- szef służby intendentury – kpt. int. Zenobiusz Jan Bednarski
- szef służby uzbrojenia – kpt. rez. Władysław Niewodniczański
- szef służby taborowej – kpt. tab. Paweł Radowicki
- szef służby duszpasterskiej – ks. kpl. Stanisław Wójcik

## Obsada personalna dowództwa dywizji
Dowódcy dywizji
- gen. ppor. Antoni Listowski (VI – VIII 1919)
- gen. ppor. Władysław Sikorski (VIII 1919 – VII 1920)
- płk piech. Aleksander Narbutt-Łuczyński (VII – VIII 1920)
- gen. bryg. Mieczysław Ryś-Trojanowski (IX 1920 – VIII 1926)
- gen. bryg. Franciszek Sikorski (VIII 1926 – II 1932)
- gen. bryg. Wilhelm Orlik-Rückemann (II 1932 – X 1938)
- płk dypl. Józef Werobej (X 1938 – IX 1939)

Dowódcy piechoty dywizyjnej
- płk piech. Franciszek Sikorski (1922 – VIII 1926 → dowódca 9 DP)
- płk piech. Henryk Krok-Paszkowski (VIII 1926 – 18 II 1928 → dowódca Obszaru Warownego „Wilno”)
- płk dypl. Stefan Iwanowski (IV 1928 – X 1931 → pomocnik dowódcy OK II)
- płk dypl. Stanisław Świtalski (X 1931 – XII 1934 → pomocnik dowódcy OK VII)
- płk dypl. Leopold Endel-Ragis (XII 1934 – III 1939 → dowódca 22 DPG)

Szefowie sztabu
- kpt. p.d.SG Jan Ciałowicz (1920)
- kpt. p.d.SG Wincenty Rudowicz (od 3 IX 1921[16])
- kpt. / mjr SG (art.) Jan Ciałowicz (od X 1921[17])
- mjr SG Antoni Staich (od 1 X 1925[18])
- mjr dypl. art. Tadeusz Żyborski (31 X 1927 – 23 XII 1929 → szef oddziału w DOK X)
- kpt. / mjr dypl. piech. Franciszek Junker (23 XII 1929 – VIII 1931)
- mjr / ppłk dypl. art. Adam Dzianott (1 IX 1931 – 26 I 1934 → zastępca dowódcy 7 pal)
- mjr dypl. piech. Józef II Kowalik (od 26 I 1934[19])
- mjr dypl. piech. Józef Emil Palusiński (do 1938 → dowódca I/65 pp)
- ppłk dypl. piech. Antoni Gługiewicz (1938 – IX 1939)

### Obsada personalna w marcu 1939 roku
Ostatnia „pokojowa” obsada personalna dowództwa dywizji:
| Stanowisko                  | Stopień, imię i nazwisko             |
| --------------------------- | ------------------------------------ |
| dowódca dywizji             | płk Józef Werobej                    |
| dowódca piechoty dywizyjnej | płk dypl. Leopold Marcin Endel-Ragis |
| szef sztabu                 | ppłk dypl. Antoni Gługiewicz         |
| I oficer sztabu             | kpt. dypl. art. Jan Józef Pękalski   |
| II oficer sztabu            | kpt. adm. (piech.) Piotr Panecki     |
| komendant rejonu PW konnego | rtm. kaw. Władysław Czach            |
| dowódca łączności           | kpt. łączn. Tadeusz II Rudnicki      |
| oficer taborowy             | kpt. tab. Paweł Radowicki            |
| oficer intendentury         | kpt. int. Zenobiusz Jan Bednarski    |

### Żołnierze Dywizji (w tym OZ) – ofiary zbrodni katyńskiej
Biogramy zamordowanych znajdują się na stronie internetowej Muzeum Katyńskiego
| Nazwisko i imię        | Stopień              | Zawód    | Miejsce pracy przed mobilizacją | Zamordowany |
| ---------------------- | -------------------- | -------- | ------------------------------- | ----------- |
| Antonowicz Piotr Rafał | podporucznik rezerwy | mechanik | marynarka handlowa              | Charków     |

## Odtworzenie dywizji w ramach Armii Krajowej
W wyniku przeprowadzania akcji odtwarzania przedwojennych jednostek wojskowych została utworzona 9 Podlaska Dywizja Piechoty AK w składzie 34 pp i 35 pp pod dowództwem gen. Ludwika Bittnera ps. „Halka” (Okręg Lublin AK).